# Dunfermline Palace

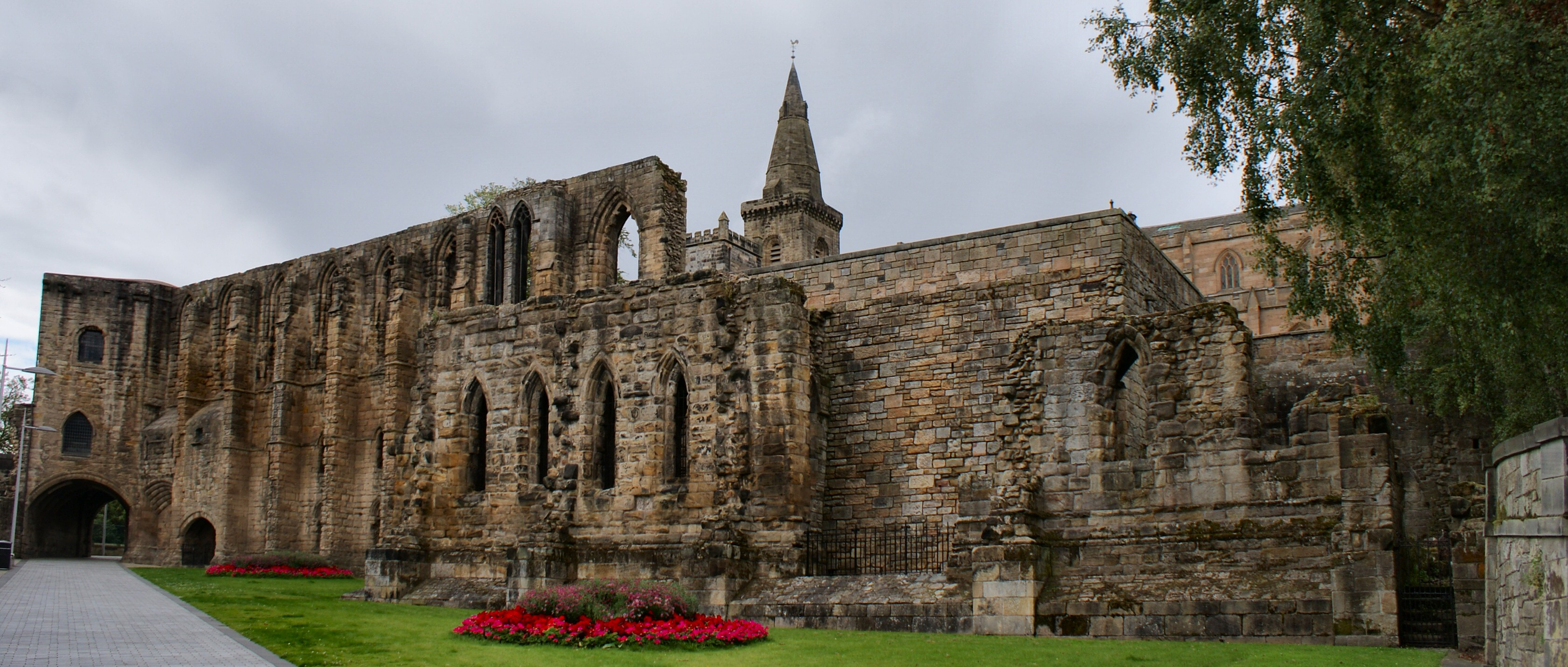
Dunfermline Palace

Dunfermline palace (in italiano "Palazzo di Dunfermline") è un palazzo reale scozzese situato a Dunfermline, nel Fife, che è stato la residenza reale dei re di Scozia abbandonata nel 1708.
Dunfermline palace è stato eretto vicino all'abbazia di Dunfermline, in una posizione pittoresca in quanto si trova sul bordo di una gola. È stato costruito attorno al XIII secolo e ricostruito da Giacomo IV di Scozia nel 1500 ed è stato la residenza favorita dai monarchi scozzesi. In particolare, Giacomo IV, Giacomo V, Maria Stuarda e Giacomo VI hanno passato molto del loro tempo in questo palazzo. Giacomo VI poi lo diede in regalo ad Anna di Danimarca come regalo di nozze (avvenute nel 1589). Anna vi trascorse parecchio tempo ed è qui che nacquero tre dei suoi figli: Elisabetta di Boemia, Robert e Carlo I. Anche Davide II di Scozia e Giacomo I di Scozia nacquero al Dunfermline palace.
L'ultimo monarca ad occupare il palazzo fu Carlo II che vi alloggiò prima della battaglia di Pitreavie nel 1650. È stato poi abbandonato nel 1708.